# Ceyx rufidorsa
El martín pescador dorsirrufo (Ceyx rufidorsa) es una especie de ave coraciforme de la familia Alcedinidae que vive en el sudeste asiático. Algunos taxónomos lo consideran subespecie de Ceyx erithaca.

## Distribución y hábitat
Se encuentra en la península malaya, las islas de la Sonda y Filipinas occidentales, ocupando todas las islas mayores de la Sonda a excepción de Célebes, distribuido por Indonesia, Brunéi, Malasia, Filipinas y Tailandia.
Su hábitat natural son las selvas tropicales de tierras bajas cerca de los lagos y caudes de agua.